# Santa Maria de Solius
|  | No s'ha de confondre amb Solius. |

El monestir de Santa Maria de Solius i l'església de Santa Agnès de Solius són un conjunt d'edificis del poble de Solius, al municipi de Santa Cristina d'Aro (Baix Empordà), que forma part de l'Inventari del Patrimoni Arquitectònic de Catalunya.

## Monestir

### Descripció

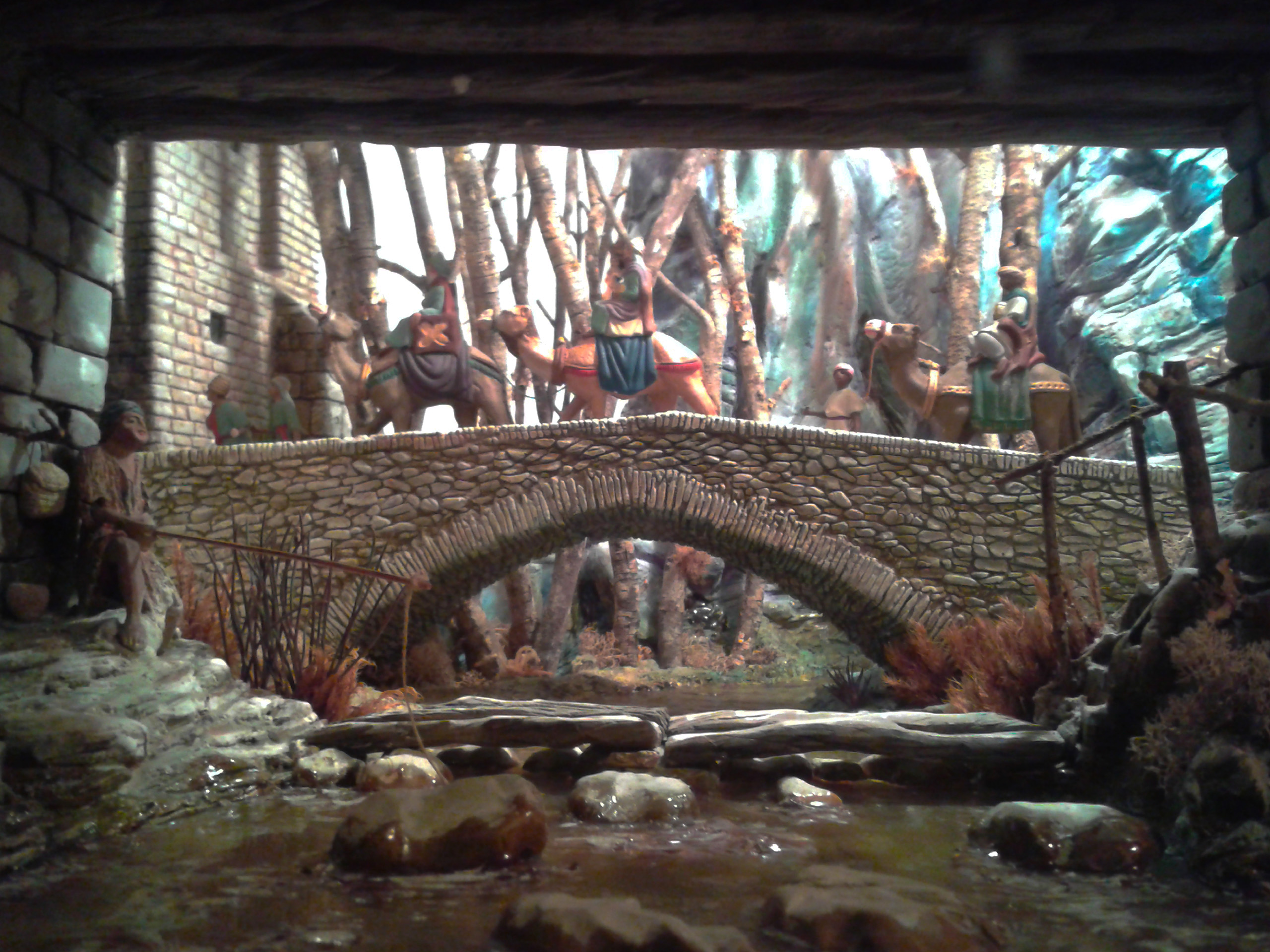
Fragment d'un diorama del monestir de Santa Maria de Solius sobre els tres Reis Mags d'Orient.

Santa Maria de Solius és un monestir cistercenc fundat el 1967 i situat al costat de l'església parroquial de Santa Agnès de Solius, a Santa Cristina d'Aro. La comunitat, que es dedica principalment a la pregària, té un taller d'enquadernació de llibres i una exposició de pessebres diorama. El nom de Solius prové del terme "les oliveres", que en un moment en què es parlava salat, i amb l'article del pronom llatí ipse, s'anomenava "Sos Olius". Feia referència a un petit oliverar propietat dels benedictins de Sant Feliu de Guíxols. Amb el temps, per llei fonètica cau la lletra essa del mig i "sos olius" esdevingué Solius, al peu dels olius del paratge. Per això la Mare de Déu de Solius sosté una branca de set fulles que s'identifica com una branca d'olivera.
Destaca la col·lecció de 44 diorames d'escenes del pessebre que es pot visitar tot l'any al monestir. Fou començada el 1970 pel germà Gilbert Galceran, que tenia una àmplia experiència de Roma i Suïssa, amb l'escena del naixement. El relleu l'agafà el germà Albert Fontanet, que s'ha especialitzat en el seu manteniment.

### Història
El monestir de Santa Maria de Solius fou fundat el 21 de gener de 1967, per quatre monjos del Monestir de Poblet: l'ex-abat de Poblet i primer prior de Solius Edmon Maria Garreta i Olivella, juntament amb Albert Fontanet, Enric Benito i Jordi Gibert. El dia de la fundació correspon a la festa de Santa Agnès, que és la patrona d'aquesta parròquia, i aquesta santa hi té uns Goigs dedicats que canten: "Entre'ls màrtirs heroïna, farell de puresa encès. Enfortiu la Fé divina, a Solius, oh Santa Agnès".
Els monjos fundadors volien allunyar-se del turisme de Poblet i amb l'ajuda del Bisbat de Girona van trobar aquest espai, que en aquell moment era una casa de colònies, i que estava més a prop del que consideraven el seu ideal. Així ho va explicar Josep Peñarroya (Forcall, 1958), monjo de Solius des del 1974 i prior des del 2011, en un reportatge publicat el 2017 amb motiu dels 50 anys del monestir. Aquest no fou l'únic intent d'iniciar un monestir amb l'esperit del Concili Vaticà II, però d'altres no van prosperar. Als quatre primers monjos s'hi han sumat Jaume Gabarró, Agustí Relats, Jordan Faugier, Josep Maria Ferrer i Josep Farrer. El 2017 són nou monjos.
El 1969 s'inaugurà el monestir de nova planta, obra de l'arquitecte Joaquim Maggioni i Casadevall, deixant l'antiga rectoria com a hostatgeria monàstica. S'edificà al costat de l'església parroquial de Solius, un edifici neoclàssic del segle xviii sobre la base d'una església romànica del segle x o xi. D'una sola nau, hi ha tres capelles laterals per banda, algunes amb retaules barrocs de factura popular, i un campanar octogonal coronat per una cúpula. El presbiteri s'adaptà per a cor de la comunitat, amb un cadirat molt simple, l'obertura de tres finestrals, la pedra d'altar quadrada i una imatge de Santa Maria de Solius, obra de Josep Martí Sabé.
La comunitat, formada per una desena de monjos, reparteix el temps entre la litúrgia, l'acolliment espiritual, el conreu de la terra i l'enquadernació artística de llibres, amb què subvé a les necessitats materials del monestir, que el 1987 obtingué l'estatus canònic de priorat independent. La biblioteca, fruit principalment de donacions de benefactors, és ja força important. Aquest monestir és conegut pels seus pessebres diorames, que s'exposen des del 1992, fets per Fra Gilbert Galceran i Famadas. La comunitat també s'ha destacat com a defensora dels paratges naturals de Solius, amenaçats a principis del segle XXI per projectes d'urbanitzacions.

## Església

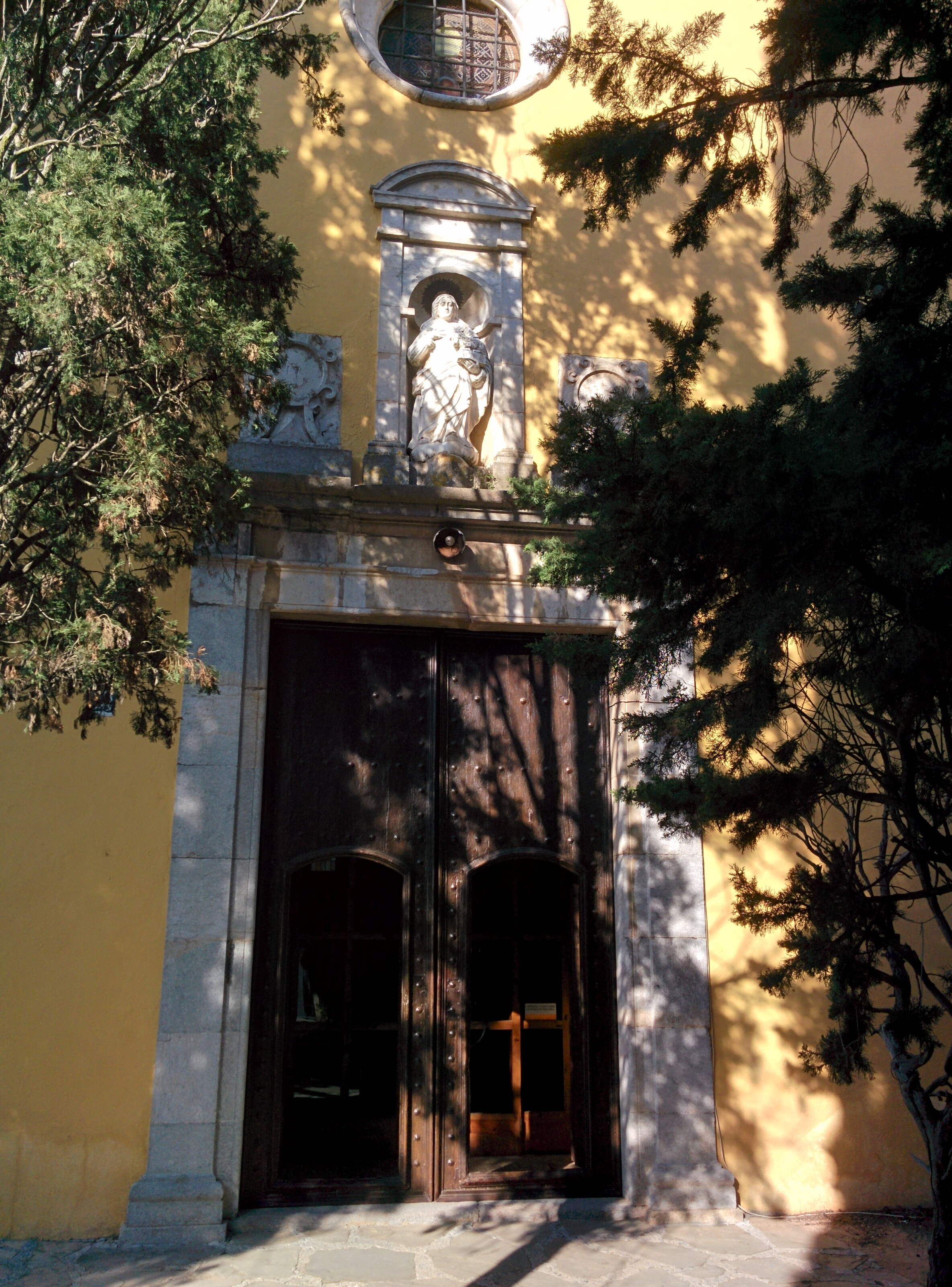

Aquesta parròquia apareix esmentada per primer cop en un document de l'any 1103 amb el nom de "Sancte Agnetis Olivensis", antic nom donat al poble de Solius. Actualment pertany a l'arxiprestat de la Bisbal, antigament pertanyia a l'ardiaconat de la Selva. L'edifici actual, en estil barroc rural es va iniciar el 1773 i sembla que es va acabar el 1782 o 1783, construint-se tot aprofitant el material de l'antiga església romànica. Les obres, que es sufragaren amb els diners recollits com a almoines dins el soc de suro de Sant Baldiri, tancat amb tres claus, i amb impostos dels pagesos del lloc, s'acabaren el 1783.
El campanar es va fer entre els anys 1827 i 1834, tot i que encara conserva la base romànica, inclosos els finestrals que avui resten tapiats. A l'interior de l'església, dins les capelles laterals, es conserven uns retaules neoclàssics de factura popular. Cal destacar el de la Mare de Déu del Roser i el de Sant Isidre. També es conserven diverses làpides sepulcrals d'alguns rectors de la parròquia.
És una església, feta amb pedra local, de petites dimensions, amb una sola nau, absis poligonal i capelles laterals que conserven alguns retaules barrocs i neoclàssics de factura popular. La façana té una porta d'entrada d'estil neoclàssic amb una fornícula que protegeix la imatge de la santa i la data 1777. Més amunt hi ha una petita obertura circular, un rellotge de sol i una finestra quadrada. Les parets són de pedra vista, excepte la façana que està arrebossada. El campanar és una torre de planta quadrada amb coronament octogonal; conserva la base romànica, a la qual encara s'hi poden veure els finestrals romànics (avui tapiats). L'església es troba integrada en el conjunt del monestir de Santa Maria de Solius.

## Col·lecció de diorames de Pessebre
La col·lecció de diorames de pessebre constitueix un conjunt de gran valor artístic, popular i religiós gràcies al treball exquisit del germà Gilbert Galceran, que té petites col·leccions de diorames a Roma i a l'abadia d'Hauterive (Suïssa), però cap d'elles no supera la mostra que s'ha pogut reunir a Solius.